# Tolegnaro
Tolegnaro is een geslacht van spinnen binnen de familie van de dwergcelspinnen (Oonopidae). De wetenschappelijke naam van het geslacht werd voor het eerst geldig gepubliceerd in 2012 door Álvarez-Padilla, Ubick & Griswold.
De soorten binnen het geslacht zijn endemisch in Madagaskar. 

## Soorten
Het geslacht telt 2 soorten:
- Tolegnaro kepleri Álvarez-Padilla, Ubick & Griswold, 2012
- Tolegnaro sagani Álvarez-Padilla, Ubick & Griswold, 2012